# Сили Придом
Сили Придом (фр. Sully Prudhomme или René François Armand Prudhomme; Париз, 16. март 1839 — Шатне Малабри, 7. септембар 1907) био је француски књижевник. Придом је био припадник парнасовске школе, покрета који је тежио да обнови елеганцију романтизма у француској поезији. Године 1901. добио је Нобелову награду за књижевност. Био је прва особа којој је додељена ова награда.

## Живот и каријера
Придом је студирао науке, али због очне болести није могао да настави каријеру. Прво је радио у фабрици, а 1860. је почео да студира права. 1865. године је почео да пише меланхоличне песме инспирисане љубављу. Stances at poèmes (1865) садржи његову најпознатију песму, Разбијена ваза. Trials и Solitudes су такође писане у том његовом почетном сентименталном стилу.
Придом се у почетку, али и до краја песничке каријере, силно мучио, много радио на варијантама, али је увек, у свему, па и у односу према поезији, давао предност науци. За њега је Њутново откриће било веће од било какве песничке имагинације. Тако рационални песник могао је зато пистаи само тзв. објективну лирику хладног осећања, уживајући у строгој форми сонета и прецизној употреби језика, јасноћи песничких слика, складној мелодији.
Придом се касније посветио лирици Парсиниста представљајући филозофске концепте у обрнутом смислу. Парнасовци устају против свих видова утилитарности у поезији. Они најдубље верују и захтевају да песма/уметност не сме имати других циљева осим себе саме. Најпознатија дела у тој серији су му Правда (1878) и Срећа (1888). Та дела су касније претворена у фаустијански начин љубави.
У Француску академију је примљен 1881. године, на позицији 24. био је 1881-1907.

## Утицај
Велики утицај извршио је на песника српске модерне Јована Дучића и на Милана Ракића. Многе Дучићеве и Ракићеве песме настале су као сложени или директни продужетак парнасовско-симболистичког наслеђа у коме је Придом био најпознатији.